# Oriol Safont i Prat
Oriol Safont i Prat   (Vilanova del Vallès, 1971) és comerciant i alcalde de Vilanova del Vallès des del 2003 fins al 2015.
Comerciant, treballava en una parada del mercat municipal de Cardedeu. Entrà a la política de la mà d'ERC, per a passar al Partit per la Independència quan aquest se n'escindí el 1996. Entre els anys 1996 i 2003 va ser Defensor del Ciutadà de Vilanova del Vallès. En les eleccions municipals del 2003 es presentà candidat a alcalde per "Vilanova-ERC-Acord Municipal" (Independents+ERC+IC), que va ser la llista més votada, i el 13 de juny pogué accedir a l'alcaldia gràcies a un acord a tres bandes amb el PSC i el "Grup Independent per Vilanova del Vallès". El 2007 revalidà el càrrec per "Unitat per Vilanova", aquest cop sense aliar-se amb altres partits. Entre les realitzacions dels seus mandats es poden destacar la construcció del CAP, el nou CEIP la Falguera, una escola bressol i el bosc de les escoles.